# Aberdeen Football Club 1980-1981
Questa voce raccoglie le informazioni riguardanti l'Aberdeen Football Club nelle competizioni ufficiali della stagione 1980-1981.

## Stagione
Eliminato nelle fasi preliminari delle coppe nazionali, in Premier Division l'Aberdeen lottò per difendere il titolo conquistato nella stagione precedente guidando la classifica per buona parte del campionato e incassando una sola sconfitta in 22 gare, ma nelle ultime giornate accusò un declino che lasciò il via libera al Celtic. All'esordio in Coppa dei Campioni, i Dons superarono di misura l'Austria Vienna nei sedicesimi di finale per poi uscire a causa di un complessivo 5-0 contro i futuri vincitori del Liverpool.

## Maglie e sponsor
Lo sponsor tecnico per la stagione 1980-1981 è Adidas.
| Manica sinistra · Manica sinistra · Maglietta · Maglietta · Manica destra · Manica destra · Pantaloncini · Pantaloncini · Calzettoni |

## Rosa
| N. |                   | Ruolo | Calciatore      |
| -- | ----------------- | ----- | --------------- |
|    | Belgio (bandiera) | P     | Marc de Clerck  |
|    | Scozia (bandiera) | P     | Jim Leighton    |
|    | Scozia (bandiera) | D     | Doug Considine  |
|    | Scozia (bandiera) | D     | Willie Garner   |
|    | Scozia (bandiera) | D     | Andy Harrow     |
|    | Scozia (bandiera) | D     | Stuart Kennedy  |
|    | Scozia (bandiera) | D     | Alex McLeish    |
|    | Scozia (bandiera) | D     | Willie Miller   |
|    | Scozia (bandiera) | D     | Doug Rougvie    |
|    | Scozia (bandiera) | C     | Ian Angus       |
|    | Scozia (bandiera) | C     | Doug Bell       |
|    | Scozia (bandiera) | C     | Neale Cooper    |
|    | Scozia (bandiera) | C     | Steve Cowan     |
|    | Scozia (bandiera) | C     | Duncan Davidson |

| N. |                   | Ruolo | Calciatore      |
| -- | ----------------- | ----- | --------------- |
|    | Scozia (bandiera) | C     | Andy Dornan     |
|    | Scozia (bandiera) | C     | Derek Hamilton  |
|    | Scozia (bandiera) | C     | John McMaster   |
|    | Scozia (bandiera) | C     | Steve Morrison  |
|    | Scozia (bandiera) | C     | Ian Scanlon     |
|    | Scozia (bandiera) | C     | Neil Simpson    |
|    | Scozia (bandiera) | C     | Gordon Strachan |
|    | Scozia (bandiera) | C     | Andy Watson     |
|    | Scozia (bandiera) | A     | Drew Jarvie     |
|    | Scozia (bandiera) | A     | Walker McCall   |
|    | Scozia (bandiera) | A     | Mark McGhee     |
|    | Scozia (bandiera) | A     | Joe Harper      |
|    | Scozia (bandiera) | A     | John Hewitt     |

## Risultati

### Coppa dei Campioni
| Arbitro: | Nyhus |

|                 |           |  |
| Mark McGhee 31’ | Marcatori |  |

| Vienna 1 ottobre 1980 Sedicesimi di finale - Ritorno | Austria Vienna | 0 – 0 referto | Aberdeen | Praterstadion (35 000 spett.)\| Arbitro: \| Əzimzadə \| |
| Arbitro:                                             | Əzimzadə       |               |          |                                                         |

| Arbitro: | Jarguz |

|  |           |              |
|  | Marcatori | 5’ McDermott |

| Arbitro: | Prokop |

|                                                    |           |  |
| Miller 37’ (aut.) Neal 43’ Dalglish 58’ Hansen 71’ | Marcatori |  |